# Croix du XVIIIe siècle à Plémet
La croix du XVIIIe siècle est située à Plémet en France.

## Localisation
La croix est située sur la commune de Plémet, dans le département des Côtes-d'Armor en région Bretagne.

## Historique
La croix est inscrite au titre des monuments historiques par arrêté du 22 février 1927.